# Michał Zawiła
Michał Zawiła (ur. ok. 1945) – polski urzędnik konsularny.

## Życiorys
Absolwent VI Liceum Ogólnokształcącego im. Tadeusza Reytana w Warszawie (1963). W 1968 ukończył studia na Wydziale Prawa i Administracji Uniwersytetu Warszawskiego. Karierę zawodową rozpoczął jako referent prawny w zespole radców prawnych Centrali Handlu Zagranicznego „Paged”. Równolegle odbywał aplikację sądową, zdając w 1971 egzamin sędziowski. Zdał także egzamin radcowski. Z rekomendacji swojego kolegi ze studiów, a ówczesnego prodziekana WPiA Lecha Garlickiego, w 1972 rozpoczął pracę w Ministerstwie Spraw Zagranicznych, początkowo w Wydziale Ogólnym Protokołu Dyplomatycznego MSZ. W 1973 w ramach stypendium odbył półtoramiesięczny staż w Międzynarodowym Trybunale Sprawiedliwości w Hadze oraz trzymiesięczny w głównej kwaterze ONZ w Nowym Jorku. Od października 1975 do czerwca 1980 był wicekonsulem odpowiedzialnym za sprawy spadkowe w Konsulacie Generalnym PRL w Chicago. W latach 1984–1989 pracował w Konsulacie Generalnym w Sydney jako zastępca szefa placówki; prowadził sprawy legalizacji dokumentów, pomocy prawnej, obywatelskiej, sprawy spadkowe i polonijne w Nowej Południowej Walii. W okresie 1992–1996 kierownik nowo utworzonego wydziału konsularnego Ambasady RP w Ottawie. W 2000 wyjechał na placówkę w Rio de Janeiro jako konsul generalny, którym to był do 2005. W latach 2007–2009 oddelegowany do Wydziału Konsularnego Ambasady RP w Madrycie na stanowisko do spraw polskich pracowników. Pomiędzy pobytami na placówkach w centrali MSZ wykonywał zawód radcy prawnego. Od 2011 na emeryturze.
Michał Zawiła na początku lat 60. ukończył szkołę muzyczną I stopnia. W okresie studenckim występował z Andrzejem Rosiewiczem i Januszem Krukiem w zespole Pesymiści. Pasji muzycznej oddawał się także w późniejszych latach.
Jego syn, który urodził się podczas pobytu na placówce w Chicago, mieszka w Nowym Jorku.